# Piazza del Campo

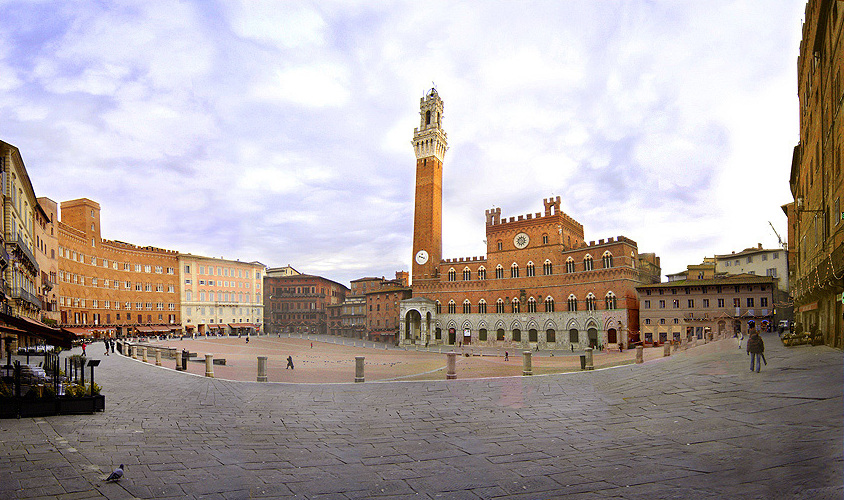
La Piazza del Campo en Siena

La Piazza del Campo es la plaza principal del centro histórico de Siena, Toscana, Italia, considerada una de las mejores plazas medievales de Europa. Es conocida mundialmente por su belleza e integridad arquitectónica. El Palazzo Pubblico y su Torre del Mangia, junto con varios palazzi signorili, rodean la plaza, que tiene forma de concha. En el noroeste está la Fonte Gaia. 
Alrededor de la plaza se celebra tanto en julio como en agosto la carrera de caballos del Palio.

## Historia

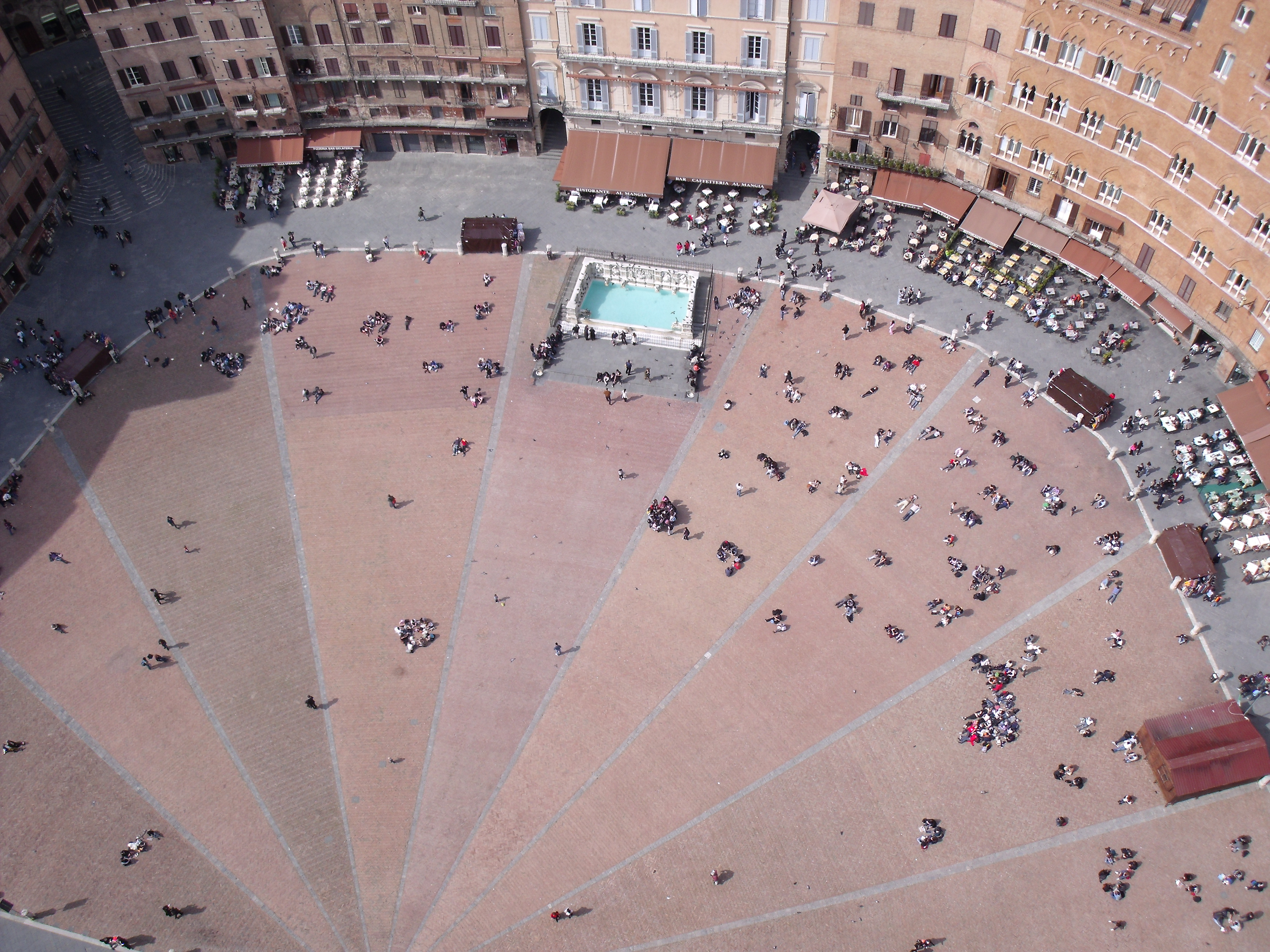
Triángulos de pavimento de ladrillo vistos desde la Torre del Mangia

La plaza era un mercado creado antes del siglo XIII en una zona inclinada cerca del punto de encuentro de las tres comunidades de las colinas que se unieron para formar Siena: Castellare, San Martino y Camollia. Siena pudo haber tenido asentamientos etruscos anteriores, pero no fue un asentamiento romano considerable, y el campo no está ubicado en el lugar de un Foro Romano, como se sugiere a veces. Fue pavimentada en 1349 con ladrillos rojos con dibujos de espinas de pescado y diez líneas de travertino, que dividen la plaza en nueve secciones que irradian desde la boca del gavinone (el desagüe central del agua), frente al Palazzo Pubblico. El número de divisiones simboliza la regla de Los Nueve (Noveschi), quienes trazaron la plaza y gobernaron Siena en el apogeo de su esplendor medieval, entre 1292 y 1355. El Campo era y continúa siendo el punto central de la vida pública de la ciudad. Desde la plaza salen once estrechas calles hacia la ciudad.
Los palazzi signorili que rodean la plaza, que albergan las familias de los Sansedoni, los Piccolomini, los Saracini,…, tienen la misma altura, en contraste con las torres anteriores (emblemas de lucha comunal) como las que se pueden ver cerca de Siena, en San Gimignano. En los estatutos de Siena, se ordenó el decorum cívico y arquitectónico: «corresponde a la belleza de la ciudad de Siena y la satisfacción de casi todas las personas de la misma ciudad que todos los edificios que se construyan en las vías públicas... estén en línea con los edificios existentes y que un edificio no sobresalga más allá de otro, sino que se dispongan igualmente para conseguir la mayor belleza para la ciudad».
La unidad de estas casas góticas tardías se realiza en parte por la uniformidad de los ladrillos de sus paredes: la fabricación de ladrillos era un monopolio de la comuna, que se encargó de que se mantuvieran los mismos estándares de fabricación.
A los pies de la pared del Palazzo Pubblico está la Capilla de la Virgen, de estilo gótico tardío, construida como un exvoto por los sieneses, después de que finalizara la terrible peste negra de 1348.

## Fonte Gaia

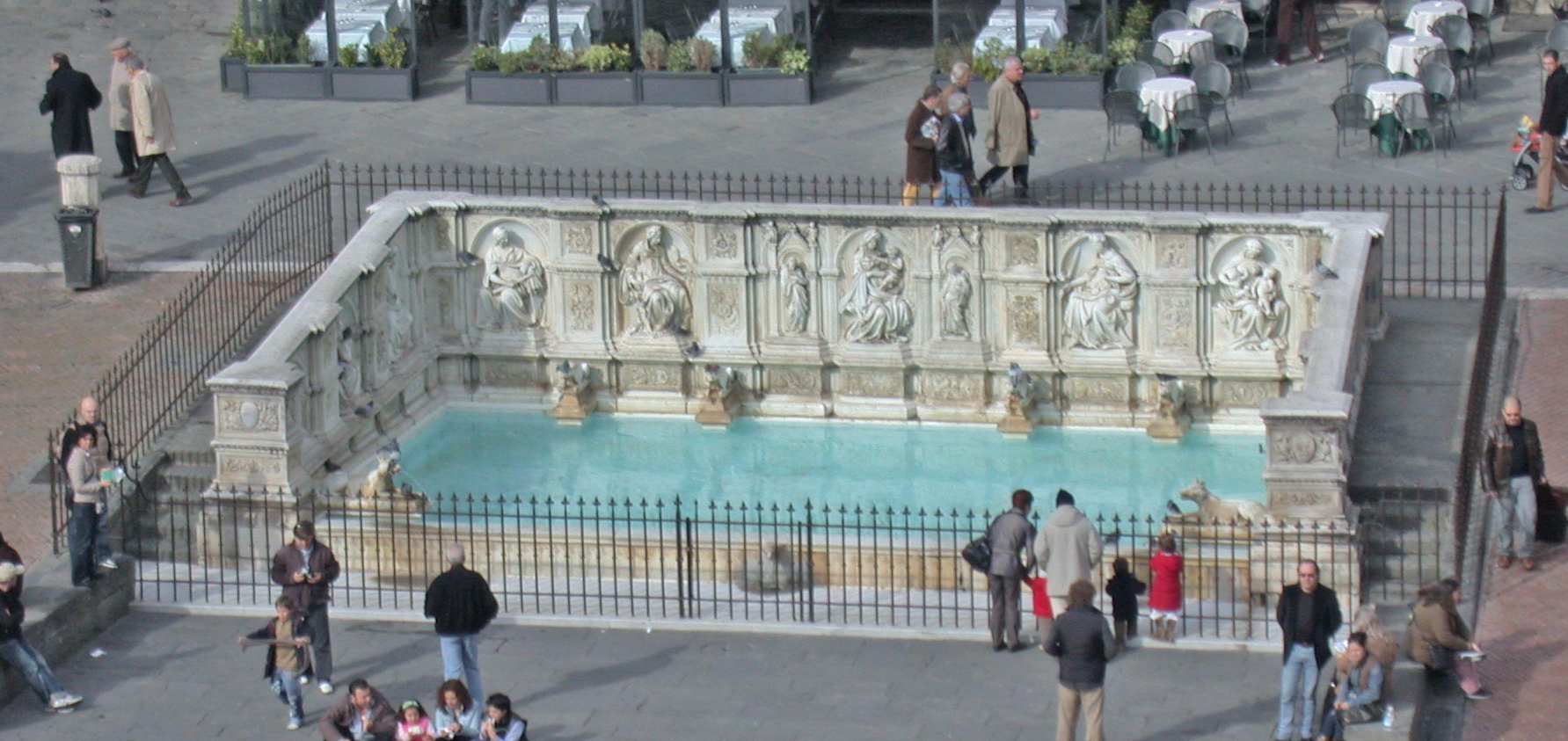
Fonte Gaia

La Fonte Gaia ("Fuente de Alegría") se construyó en 1419 como punto final del sistema de conducciones que llevaban agua al centro de la ciudad, sustituyendo una fuente anterior construida en torno a 1342, cuando se completaron las conducciones de agua. Bajo la dirección del Comité de los Nueve, se construyeron muchos kilómetros de túneles para llevar agua a las fuentes y drenar los campos de los alrededores. La fuente actual, una importante atracción turística, consiste en una cuenca rectangular adornado en tres lados con muchos bajorrelieves, como el de la Madonna rodeada por las Virtudes Clásicas y Cristianas, símbolo del buen gobierno bajo el patronazgo de la Madonna. La Fonte Gaia, de mármol blanco, fue diseñada y construida originalmente por Jacopo della Quercia, cuyos bajorrelieves de los lados de la cuenca se conservan en el Ospedale di St. Maria della Scala en la Piazza del Duomo. Las antiguas esculturas fueron sustituidas en 1866 por copias libres de Tito Sarrocchi, quien omitió las dos estatuas desnudas de Jacopo della Quercia de Rhea Silvia y Acca Larentia, debido a que los ediles del siglo XIX las consideraron demasiado paganas o demasiado desnudas. Cuando fueron colocadas en 1419, estas figuras desnudas de Jacopo della Quercia fueron las dos primeras estatuas femeninas desnudas, que no eran Eva ni una santa penitente, situadas en un lugar público desde la Antigüedad.[cita requerida]